# Persone di nome Ronald/Cestisti
| Questa pagina contiene informazioni ricavate automaticamente dalle voci biografiche con l'ausilio del template Bio e di un bot. L'aggiornamento è periodico e automatico e ricostruisce completamente la pagina. Se manca una persona in questa lista, sei pregato di non aggiungerla, ma accertati piuttosto che la sua voce biografica contenga il template Bio e che i dati anagrafici siano correttamente compilati. Se il template Bio manca, inseriscilo tu stesso o, in alternativa, metti l'avviso {{tmp\|Bio}} che ne segnala la mancanza. Se i dati riportati sono sbagliati, correggi direttamente la voce biografica; le modifiche saranno visibili in questa lista entro pochi giorni. Per chiarimenti vedi il progetto antroponimi. La lista contiene solo le 76 persone che sono citate nell'enciclopedia e per le quali è stato implementato correttamente il template Bio. Pagina aggiornata al 22 lug 2025. |

Questa è una lista di persone presenti nell'enciclopedia che hanno il nome Ronald e sono cestisti.

## A(3)
- Ronald Allen, ex cestista e allenatore di pallacanestro statunitense (Los Angeles, n. 1984)
- Ron Anderson, ex cestista e allenatore di pallacanestro statunitense (Chicago, n. 1958)
- Ron Anderson, cestista statunitense (Voorhees, n. 1989)

## B(8)
- Ron Baker, ex cestista statunitense (Hays, n. 1993)
- Ron Behagen, ex cestista statunitense (New York, n. 1951)
- Ron Bissett, cestista canadese (Vancouver, n. 1931 - Kirkland, † 2015)
- Ron Bonham, cestista statunitense (Muncie, n. 1942 - † 2016)
- Ron Bontemps, cestista statunitense (Taylorville, n. 1926 - Peoria, † 2017)
- Ron Boone, ex cestista statunitense (Oklahoma City, n. 1946)
- Ron Brewer, ex cestista e allenatore di pallacanestro statunitense (Fort Smith, n. 1955)
- Ronnie Burrell, ex cestista e allenatore di pallacanestro statunitense (Montclair, n. 1983)

## C(6)
- Ron Carter, ex cestista statunitense (Pittsburgh, n. 1956)
- Ron Charles, cestista statunitense (Brooklyn, n. 1959 - Atlanta, † 2024)
- Ron Cornelius, ex cestista statunitense (Santa Ana, n. 1958)
- Ron Crevier, ex cestista canadese (Montréal, n. 1958)
- Ron Curry, cestista statunitense (Pennsauken, n. 1993)
- Ron Curry, cestista statunitense (Bloomington, n. 1970 - † 2018)

## D(7)
- Boo Davis, ex cestista statunitense (Chicago, n. 1982)
- Glen Davis, ex cestista statunitense (Baton Rouge, n. 1986)
- Ron Davis, ex cestista statunitense (Phoenix, n. 1954)
- Ron Davis, ex cestista statunitense (New Orleans, n. 1959)
- Ron Dorsey, ex cestista statunitense (n. 1948)
- Ron Dunlap, cestista statunitense (Chicago, n. 1946 - Appleton, † 2019)
- Ronald Dupree, ex cestista e allenatore di pallacanestro statunitense (Biloxi, n. 1981)

## E(1)
- Ron Ellis, ex cestista statunitense (Monroe, n. 1968)

## F(3)
- Ron Feiereisel, cestista, allenatore di pallacanestro e arbitro di pallacanestro statunitense (Chicago, n. 1931 - Chicago, † 2000)
- Ron Filipek, cestista statunitense (n. 1944 - Cookeville, † 2005)
- Ron Franz, cestista statunitense (Kansas City, n. 1945 - Fort Walton Beach, † 2022)

## H(6)
- Ron Harper, ex cestista e allenatore di pallacanestro statunitense (Dayton, n. 1964)
- Ron Harper, cestista statunitense (Paterson, n. 2000)
- Ron Holland, cestista statunitense (Duncanville, n. 2005)
- Ron Horn, cestista statunitense (Marion, n. 1938 - † 2002)
- Ron Howard, ex cestista statunitense (Chicago, n. 1982)
- R.J. Hunter, ex cestista e allenatore di pallacanestro statunitense (Oxford, n. 1993)

## J(2)
- Ron Jackson, cestista statunitense (Chicago, n. 1997)
- Ron Johnson, cestista statunitense (New Prague, n. 1938 - Saint Cloud, † 2015)

## K(4)
- Ron Kellogg, ex cestista statunitense (Omaha, n. 1962)
- Stacey King, ex cestista e allenatore di pallacanestro statunitense (Lawton, n. 1967)
- Ron Knight, ex cestista statunitense (n. 1947)
- Ron Kozlicki, ex cestista statunitense (Chicago, n. 1944)

## L(3)
- Ron Lee, ex cestista statunitense (Boston, n. 1952)
- Ron Legg, cestista britannico (Birmingham, n. 1928 - Nuneaton, † 2010)
- Ron Lewis, ex cestista statunitense (Chicago, n. 1984)

## M(8)
- Ronnie MacGilvray, cestista statunitense (Poughkeepsie, n. 1930 - † 2007)
- Ronald March, cestista statunitense (Phoenix, n. 1993)
- Whitey Martin, ex cestista statunitense (Buffalo, n. 1939)
- Ron Mercer, ex cestista statunitense (Nashville, n. 1976)
- Ron Moore, ex cestista statunitense (New York, n. 1962)
- Ronald Moore, ex cestista statunitense (Filadelfia, n. 1988)
- Ronnie Murphy, ex cestista statunitense (Dover, n. 1964)
- Ronald Murray, ex cestista statunitense (Filadelfia, n. 1979)

## N(1)
- Ronald Nored, ex cestista e allenatore di pallacanestro statunitense (Indianapolis, n. 1990)

## O(1)
- Ron Olsen, ex cestista statunitense

## P(2)
- Ron Perry, ex cestista statunitense (Garrisonville, n. 1943)
- Ronnie Price, ex cestista statunitense (Friendswood, n. 1983)

## R(6)
- Ronald Ramón, ex cestista statunitense (Bronx, n. 1986)
- Shavlik Randolph, ex cestista statunitense (Raleigh, n. 1983)
- Ron Riley, ex cestista statunitense (Los Angeles, n. 1950)
- Ronald Roberts, ex cestista statunitense (Bayonne, n. 1991)
- Ron Rothstein, ex cestista e allenatore di pallacanestro statunitense (Bronxville, n. 1942)
- Ron Rowan, ex cestista e dirigente sportivo statunitense (New Brighton, n. 1963)

## S(8)
- Ron Sanford, ex cestista statunitense (New York, n. 1946)
- Ronald Schilp, ex cestista olandese (Amsterdam, n. 1959)
- Rony Seikaly, ex cestista libanese (Beirut, n. 1965)
- Ronnie Shavlik, cestista statunitense (Denver, n. 1933 - Raleigh, † 1983)
- Ron Slay, ex cestista statunitense (Memphis, n. 1981)
- Ron Sobieszczyk, cestista e allenatore di pallacanestro statunitense (Chicago, n. 1934 - Chicago, † 2009)
- Ronald Steele, ex cestista statunitense (Birmingham, n. 1986)
- Ron Stuart, cestista canadese (Edmonton, n. 1929 - North Vancouver, † 1983)

## T(5)
- Ronald Taylor, cestista e attore statunitense (Torrance, n. 1947 - Santa Clarita, † 2019)
- Ron Thomas, cestista statunitense (Louisville, n. 1950 - Louisville, † 2018)
- T.J. Thompson, ex cestista statunitense (Manassas, n. 1982)
- Ron Thorsen, cestista statunitense (San Jose, n. 1948 - Snohomish, † 2004)
- Ron Tomsic, ex cestista statunitense (Oakland, n. 1933)

## W(2)
- Ron Watts, cestista statunitense (Washington, n. 1943 - Rockville, † 2022)
- Ron Williams, cestista e allenatore di pallacanestro statunitense (Weirton, n. 1944 - San Jose, † 2004)